# Argissa stebbingi
Argissa stebbingi är en kräftdjursart. Argissa stebbingi ingår i släktet Argissa och familjen Argissidae. Inga underarter finns listade i Catalogue of Life.